# غلوبوفيشي
غلوبوفيشي (السيريلية : Голубовићи) هي قرية في البوسنة والهرسك. وهي تقع في بلدية وفليكا فيليكا التابعة لكانتون يونا-سانا في اتحاد البوسنة والهرسك. طبقا لنتائج التعداد السكاني للبوسنة عام 2013، فقد كان عدد سكانها 791 نسمة.

## التركيبة السكانية

### التطور التاريخي للسكان
| 1961 | 1971 | 1981 | 1991 | 2013 |
| ---- | ---- | ---- | ---- | ---- |
| 751  | 846  | 993  | 903  | 791  |

## وصلات خارجية
- (بالإنجليزية) Maplandia